# Kürnbach (Bad Schussenried)
Kürnbach ist ein Ortsteil der Stadt Bad Schussenried im Landkreis Biberach in Oberschwaben.
Der Weiler liegt circa einen Kilometer südöstlich von Bad Schussenried und ist über die Landstraße 275 zu erreichen. Der Bahnhof Schussenried ist am nordwestlichen Ortsrand von Kürnbach.

## Geschichte
Der Ort wurde im 13. Jahrhundert erstmals erwähnt. Der Besitz des 1249 bis 1472 genannten Niederadels kam früh an das Kloster Bad Schussenried. Zwei abgegangene Burgen waren im Ort vorhanden. 

## Sehenswürdigkeiten

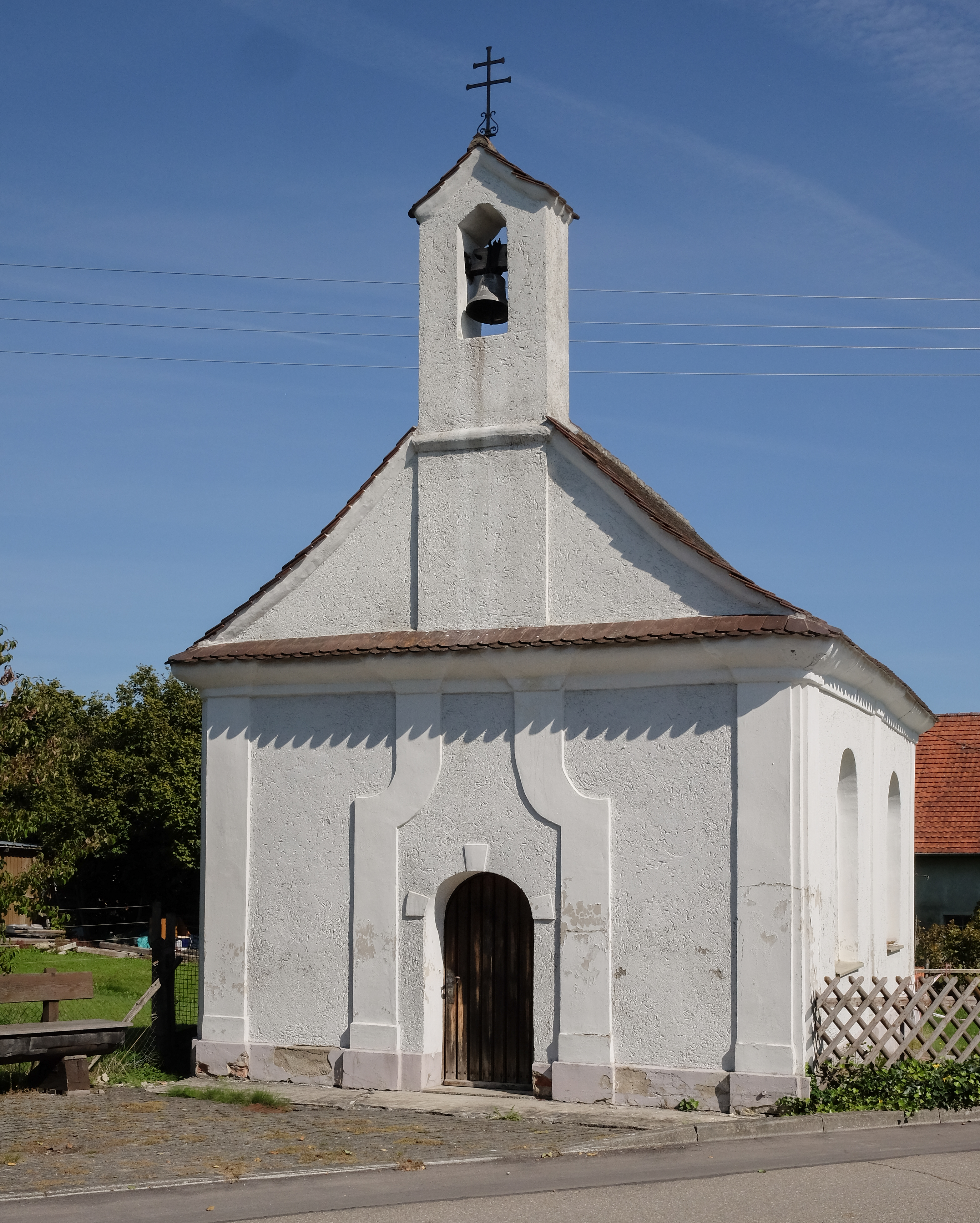
Kapelle St. Anna

- Kapelle St. Anna aus dem 18. Jahrhundert
- Burg Kürnbach
- Oberschwäbisches Museumsdorf Kürnbach